# Amarat, Kocasinan
Amarat là một xã thuộc quận Kocasinan, tỉnh Kayseri, Thổ Nhĩ Kỳ. Dân số thời điểm năm 2008 là 454 người.